# Gran Premi de la Vila de Tunis
El Gran Premi de la Vila de Tunis era una cursa ciclista d'un dia que es disputava als voltants de Tunis. Només es disputaren les edicions de 2007 i 2008 però va formar part del calendari de l'UCI Àfrica Tour amb una categoria 1.2.

## Palmarès
| Any  | Vencedor      | Segon              | Tercer            |
| ---- | ------------- | ------------------ | ----------------- |
| 2007 | Ahmed M'Raihi | Fethi Ahmed Atunsi | Ali Ahmed Mohamed |
| 2008 | Azedine Lagab | Nabil Baz          | Khalil Tamarent   |